# Сандберг, Харальд
Харальд Нильс Эрик Сандберг (швед. Harald Sandberg, род. 12 марта 1950 года, Уппсала, Швеция) — шведский дипломат и государственный служащий.
Сандберг получил военно-теоретическую подготовку в Военной академии Карлберга (Линчёпинг) и окончил Уппсальский университет со степенью магистра истории. Впоследствии публиковал научные работы по военной и дипломатической истории.

## Ранняя жизнь
Сандберг родился 12 марта 1950 года в городе Уппсале, Швеция, в семье Эрика Сандберга и его жены Луизы фон Хофстен. В 1974 году он получил степень бакалавра философии в Уппсальском университете. С 1974 по 1975 год работал младшим куратором Национального музея Швеции в Стокгольме.

## Карьера
На дипломатическую службу поступил в 1976 году.
- 1977–1979: Второй секретарь посольства в Сеуле

- 1980–1983: Советник Постоянного представительства при международных организациях в Женеве

- 1983–1987: Руководитель отдела в центральном аппарате МИД (Стокгольм)

- 1987–1991: Первый советник посольства в Вашингтоне

- 1991: Назначен директором департамента (швед. kansliråd)

- 1991–1994: Руководитель Управления по делам Европы и внешней торговли

- 1992: Повышен до ранга заместителя статс-секретаря (швед. departementsråd)

- 1994–1996: Заместитель руководителя Секретариата ЕС

- 1996–1998: Заместитель директора Департамента торговой политики[2]
- 1998–2003: Посол Швеции в Индонезии[3]
- 2002–2003: Был аккредитован по совместительству в Восточном Тиморе[4]
- 2003–2005: Посол Швеции в Южной Корее[5]

В сентябре 2005 года получил награду от Корейского национального Красного Креста за свою работу по правам человека в Северной Корее.
В 1999 году Сандберг участвовал в миссии наблюдателя на выборах в Восточном Тиморе. В качестве координатора шведских антикризисных мер он возглавил ответ на теракты на Бали (2002), унесшие жизни 202 человек. В июле 2006 года правительство Швеции назначило его руководителем операции по эвакуации граждан из охваченного войной Ливана.
- 2005–2008: Директор Департамента внутреннего рынка ЕС и экспортного продвижения

- 2008–2012: Директор Департамента кадровых ресурсов

- 2012–2017: Чрезвычайный и Полномочный Посол Швеции в Индии, также был аккредитован по совместительству в Бутане, на Мальдивах, в Непале и на Шри-Ланке.[7]

В 2017 завершил дипломатическую службу, с этого года является советником по международным стратегиям в шведском промышленном секторе.

## Личная жизнь
В 1977 году Сандберг сочетался браком с Эльзой Альбректссон (швед. Elsa Albrektsdotter, род. 1951), дочерью Бонде Альбректссона (швед. Bonde Albrektsson) и Сигне Альбректссон (урожд. Хоканссон, швед. Signe Albrektsson, Håkansson).